# Resolutie 1153 Veiligheidsraad Verenigde Naties
Resolutie 1153 van de Veiligheidsraad van de Verenigde Naties werd op 20 februari 1998 unaniem aangenomen door de VN-Veiligheidsraad.

## Achtergrond
Op 2 augustus 1990 viel Irak zijn zuiderbuur Koeweit binnen en bezette dat land. De Veiligheidsraad veroordeelde de inval onmiddellijk en later kregen de lidstaten carte blanche om Koeweit te bevrijden. Eind februari 1991 was die strijd beslecht en legde Irak zich neer bij alle aangenomen VN-resoluties. In 1995 werd met resolutie 986 het
olie-voor-voedselprogramma in het leven geroepen om met olie-inkomsten humanitaire hulp aan de Iraakse bevolking te betalen.

## Inhoud

### Waarnemingen
Het was noodzakelijk om – tijdelijk – humanitaire hulp te blijven leveren aan de Iraakse bevolking, en die hulp moest gelijk verdeeld worden over alle lagen van die bevolking in heel het land. Het land had niet goed meegewerkt aan het rapport van secretaris-generaal Kofi Annan over de manier waarop de hulpgoederen werden verdeeld. De Iraakse bevolking had het ook moeilijk.

### Handelingen
De maatregelen in resolutie 986 bleven op grond van hoofdstuk 7 van het Handvest van de Verenigde Naties van kracht voor een nieuwe periode van 180 dagen. De bepalingen van resolutie 1143 werden daarbij beëindigd. In die periode mochten landen in totaal voor 5,256 miljard Amerikaanse dollar olieproducten kopen in Irak. Dat geld moest vervolgens naar humanitaire hulp voor de Iraakse bevolking gaan.
Verder zou de uitvoering van deze resolutie na 90 en na 180 dagen nader bekeken worden op basis van een rapport van de secretaris-generaal dat moest uitmaken of er voldoende middelen waren om aan de humanitaire noden te voldoen, mogelijke verbeteringen aan de Irakese infrastructuur en of Irak in staat was voldoende aardolie te produceren.

## Verwante resoluties
- Resolutie 1137 Veiligheidsraad Verenigde Naties (1997)
- Resolutie 1143 Veiligheidsraad Verenigde Naties (1997)
- Resolutie 1154 Veiligheidsraad Verenigde Naties
- Resolutie 1158 Veiligheidsraad Verenigde Naties

Lijst ·  1147 ·  1148 ·  1149 ·  1150 ·  1151 ·  1152 ·  1153 ·  1154 ·  1155 ·  1156 ·  1157 ·  1158 ·  1159 ·  1160 ·  1161 ·  1162 ·  1163 ·  1164 ·  1165 ·  1166 ·  1167 ·  1168 ·  1169 ·  1170 ·  1171 ·  1172 ·  1173 ·  1174 ·  1175 ·  1176 ·  1177 ·  1178 ·  1179 ·  1180 ·  1181 ·  1182 ·  1183 ·  1184 ·  1185 ·  1186 ·  1187 ·  1188 ·  1189 ·  1190 ·  1191 ·  1192 ·  1193 ·  1194 ·  1195 ·  1196 ·  1197 ·  1198 ·  1199 ·  1200 ·  1201 ·  1202 ·  1203 ·  1204 ·  1205 ·  1206 ·  1207 ·  1208 ·  1209 ·  1210 ·  1211 ·  1212 ·  1213 ·  1214 ·  1215 ·  1216 ·  1217 ·  1218 ·  1219